# Kotuszów (Święty Krzyż)
Kotuszów is een dorp in de Poolse woiwodschap Święty Krzyż. De plaats maakt deel uit van de gemeente Szydłów en telt 293 inwoners.